# Mistrovství České republiky v cyklokrosu 2025
Mistrovství České republiky v cyklokrosu 2025 se uskutečnilo 11. ledna 2025 v Jičíně u rybníka Šibeňák. Délka tratě byla 2600 metrů. O tituly krom elitních kategorii bojovali i junioři a juniorky. Mistrovský dres obhájil Michael Boroš i Kristýna Zemanová, pro kterou to byl vzhledem k poklesu výkonnosti po prodělaném covidu poslední cyklokrosový závod v sezoně.

## Přehled muži
| Poř.             | Jméno           | Čas           |
| ---------------- | --------------- | ------------- |
| Zlatá medaile    | Michael Boroš   | 0:58:31.5 h   |
| Stříbrná medaile | Václav Ježek    | + 00:20.5 min |
| Bronzová medaile | Jakub Ťoupalík  | + 00:22.7 min |
| 4                | Maximilian Kerl | + 00:23.5 min |
| 5                | Pavel Jindřich  | + 01:36.9 min |
| 6                | Jakub Kuba      | + 01:50.9 min |

## Přehled ženy
| Poř.             | Jméno              | Čas           |
| ---------------- | ------------------ | ------------- |
| Zlatá medaile    | Kristýna Zemanová  | 52:08.3 min   |
| Stříbrná medaile | Kateřina Douděrová | + 00:58.5 min |
| Bronzová medaile | Simona Spěšná      | + 01:16.7 min |
| 4                | Tereza Vaníčková   | + 02:10.7 min |
| 5                | Bára Jeřábková     | + 02:32.9 min |
| 6                | Pavla Havlíková    | + 03:03.2 min |

## Přehled junioři
| Poř.             | Jméno          | Čas           |
| ---------------- | -------------- | ------------- |
| Zlatá medaile    | Kryštof Bažant | 38:40.3 min   |
| Stříbrná medaile | Antonín John   | + 00:17.7 min |
| Bronzová medaile | David Svoboda  | + 00:20.7 min |
| 4                | Lukáš Kristl   | + 00:23.7 min |
| 5                | Ondřej Nágr    | + 00:25.7 min |
| 6                | Tomáš Hájek    | + 01:46.7 min |

## Přehled juniorky
| Poř.             | Jméno            | Čas           |
| ---------------- | ---------------- | ------------- |
| Zlatá medaile    | Lucie Grohová    | 36:59.7 min   |
| Stříbrná medaile | Barbora Bukovská | + 00:19.2 min |
| Bronzová medaile | Hanka Viková     | + 01:14.7 min |
| 4                | Anna Hrdinová    | + 02:53.2 min |
| 5                | Eva Drhová       | + 03:25.4 min |
| 6                | Barbora Šíslová  | + 03:53.9 min |